# Chain of Desire
Chain of Desire és una pel·lícula estatunidenca de Temístocles López estrenada el 1993, encara que difosa des de novembre del 1992 al Festival de cinema de Torí.

## Argument
Una sèrie d'amants no relacionats estan connectats per una cadena de desig. Comença quan una dona anomenada Àlma fuig d'un possible amant. Ella va a una església, on es troba amb un home anomenat Jesús i el temps i finalment fan l'amor.
Jesús va a casa d'Isa, l'espos i fan l'amor. Isa el deixa per a una cita amb el Dr. Buckley, amb qui té una aventura. Llavors Buckley visita Linda, un dominatriu. Linda se'n va a casa amb Hubert, el marit, un comentarista de televisió. Hubert té relacions sexuals sense el seu coneixement amb un noi adolescent, Keith.
Keith coneix la ballarina exòtica Diana, que després té una aventura amb un artista molt més gran, Mel. Va a casa i Cleo, la dona, està enutjada. I aquella nit, totes aquestes persones acaben en un club nocturn mentre Alma està actuant. Alma acaba de saber que el seu amant ha estat diagnosticat amb sida.

## Repartiment
- Linda Fiorentino: Alma D'Angeli
- Elias Koteas: Jesus
- Angel Aviles: Isa
- Patrick Bauchau: Jerald Buckley
- Grace Zabriskie: Linda Bailey
- Malcolm McDowell: Hubert Bailey
- Holly Marie Combs: Diana
- Jamie Harrold: Keith
- Tim Guinee: Ken
- Dewey Weber: David Bango
- Seymour Cassel: Mel
- Assumpta Serna: Cleo
- Suzzanne Douglas: Angie
- Joseph McKenna: M.C